# Europa Jupiter System Mission

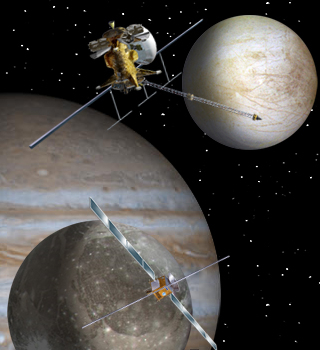
Миссия EJSM в представлении художника

Europa Jupiter System Mission (EJSM, рабочее название: Laplace) — беспилотная космическая программа NASA/ESA/Роскосмос, которая планируется в течение 2020-х годов по исследованию спутников Юпитера — Европы и Ганимеда, а также магнитосферы самого Юпитера. В феврале 2009 года NASA/ESA было объявлено, что миссия EJSM будет проходить перед миссией Titan Saturn System Mission (TSSM).

## Состав миссии

Карта, на которой представлены страны-участники программы

Отличительной особенностью миссии является то, что число аппаратов, которые будут запущены, варьируется от двух до четырёх.
- США NASA: «Jupiter Europa Orbiter[англ.]» (JEO), запланированное исследование Европы и Ио.
- Европа ESA: «Jupiter Ganymede Orbiter[англ.]» (JGO), запланированное исследование Ганимеда и Каллисто
- Япония JAXA: «Jupiter Magnetospheric Orbiter[англ.]» (JMO), запланированное исследование магнитосферы Юпитера.
- Россия Роскосмос: «Jupiter Europa Lander» (JEL), запланированная посадка космического аппарата на Европу для проведения исследований (переориентирована на Ганимед и отложена на неопределённый срок).

## Цели миссии
Основные задачи миссии EJSM разбиты на две программы: JEO (Исследование Европы и Ио) и JGO (Исследование Ганимеда и Каллисто):
- Контроль и исследование динамических явлений, связанных с вулканами на Ио и атмосферой Юпитера.
- Составление карты магнитосферы Юпитера.
- Исследование процессов взаимодействия магнитосферы Юпитера с Галилеевыми спутниками.

Ещё одной целью миссии является изучение возможности зарождения жизни в планетарной системе Юпитера:
- Поиск и исследование подповерхностных океанов.
- Поиск и исследование ледяных шельфов и подповерхностных вод.
- Глубокое исследование внутренней структуры Ганимеда, а также магнитных полей.
- Определение химического состава поверхностей спутников.
- Исследование особенностей поверхностного рельефа и составление задач для дальнейших исследований.

## Участие России
Роскосмос и РАН реализуют собственное независимое исследование, которое будет входить в состав единой миссии EJSM. Целью является доставка и высадка на поверхность Европы исследовательского зонда. Запуск зонда планируется провести с помощью ракеты-носителя Союз-2 или других модификаций. Связь с зондом будет осуществляться с использованием орбитальных спутников NASA. Главной целью программы является исследование поверхности спутника (грунта, льда).